# Пърл Джем
Пърл Джем (на английски: Pearl Jam) е американска гръндж група, създадена в Сиатъл през 1990 г. Тя е една от най-популярните групи в началото на 90-те заедно с Нирвана, Саундгардън и Алис ин Чейнс.

## История
„Пърл Джем“ се появява през 1990 г. като наследник на групата Mother Love Bone.
Първият им албум Ten излиза година по-късно и се превръща в един от най-успешните албуми за началото на 90-те години с повече от 12 милиона продадени копия и достига до номер 2 в Billboard Top 200 Albums chart. Албумът съдържа 11 песни (три сингъла), повечето от които третират теми като самоубийство, депресия и самота. Клипът на песента „Jeremy“ от същия албум печели 4 награди на MTV за 1993, между които за най-добър клип на годината и най-добър клип на група. Това всъщност е и причината, поради която спират да правят видео към своите песни. Те твърдят, че не искат песните им да бъдат запомнени просто като видеоклип, а най-вече като послание.
През 1993 г. излиза вторият албум на групата Vs., който поставя рекорд по продажби за първата седмица след появата си.
„Пърл Джем“ издава третия си албум Vitalogy през 1994 г. Песента „Spin The Black Circle“ печели „Грами“ за най-добро хардрок изпълнение през 1996 г.
След Vitalogy следват 4 албума, които трудно могат да се сравнят с успеха на своите предшественици. „Пърл Джем“ отстъпват част популярността си с тях, но правят нещо нестандартно и различно.
През 1996 г. „Пърл Джем“ издават албума No Code. No Code е различен, ако се сравнява с предишните албуми. Pearl Jam експериментират с балади и гаражен рок. Това прави албумът по-малко популярен сред масовите слушатели.
Следват Yield и първият клип, който групата прави от 6 години. Клипът е към песента Do The Evolution и представлява анимирана версия на човешката история и природа. Заснет е и документален филм за създаването на Yield – Single Video Theory. След края на серията концерти, съпътствали издаването на Yield, групата е напусната от барабаниста Джак Айрънс (ex-Red Hot Chili Peppers). Негов заместник става Мат Камерън (ex-Soundgarden). Първият му албум с „Пърл Джем“ е Binaural – 2000. Започва нова поредица от концерти. Те завършват трагично. По време на фестивала Roskilde в Дания няколко фенове на групата са смачкани брутално. Концертът е прекъснат, а самите музиканти обмислят да слязат завинаги от сцената. За щастие това не става и две години по-късно се появява Riot Act. В този албум са включени и фолк елементи. Като гост музикант към групата се присъединява и Boom Gaspar (пианист). През този период като хитове ще се запомнят песните – Hail Hail, Do The Evolution, Given To Fly, I am Mine.
2006 е годината, която връща „Пърл Джем“ към енергията от началото на 90-те. Това става с издаването на албума Pearl Jam. Критиците го определят като най-добрия им албум от десет години насам. Албумът е съчетание от експериментите им с последните албуми и жизнеността на старите. Тази комбинация се оказва успешна. Заснети са и два клипа – към песните World Wide Suicide и Life Wasted. Следва турне, което обхваща голяма част от познатия ни музикален свят.
„Пърл Джем“ издават песен към филма от 2007 Властвай над мен, а именно – Love, Reign o'er Me (стара песен на The Who).

## Състав

### Настоящ състав
- Еди Ведър (Eddie Vedder, от 1990) – вокали, китара
- Майк Маккреди (Mike McCready, от 1990) – китара
- Джеф Амент (Jeff Ament, от 1990) – бас-китара
- Стоун Госард (Stone Gossard, от 1990) – ритъм-китара
- Мат Камерън (Matt Cameron, от 1998) – ударни

### Бивши членове
- Мат Чембърлейн (Matt Chamberlain, 1990) – ударни
- Дейв Крузън (Dave Krusen, 1990 – 1991) – ударни
- Дейв Абруцезе (Dave Abbruzzese, 1991 – 1994) – ударни
- Джек Айрънс (Jack Irons, 1994 – 1998) – ударни

## Дискография

### Студийни албуми
- Ten (Epic, 27 август 1991)
- Vs. (Epic, 19 октомври 1993)
- Vitalogy (Epic, 6 декември 1994)
- No Code (Epic, 27 август 1996)
- Yield (Epic, 3 февруари 1998)
- Binaural (Epic, 16 май 2000)
- Riot Act (Epic, 12 ноември 2002)
- Pearl Jam (J Records, 2 май 2006)
- Backspacer (Monkeywrench, 20 септември 2009)
- Lightning Bolt (2013)
- Gigaton (27 март 2020)
- Dark Matter (2024)

### Концертни албуми и компилации
- Live on Two Legs (Epic, 24 ноември 1998)
- Lost Dogs (Epic, 11 ноември 2003)
- Live at Benaroya Hall (BMG, 27 юли 2004)
- Rearviewmirror:Greatest Hits 1991 – 2003 (Epic, 16 ноември 2004)